# Zinasco
Zinasco (lombardul: Zinasch) település Olaszországban, Lombardia régióban, Pavia megyében. Lakosainak száma 3055 fő (2023. január 1.). Zinasco Bastida Pancarana, Carbonara al Ticino, Cava Manara, Cervesina, Corana, Dorno, Gropello Cairoli, Mezzana Rabattone, Pieve Albignola, Sommo, Villanova d’Ardenghi és Pancarana községekkel határos.

## Népesség
A település lakossága az elmúlt években az alábbi módon változott:
| Lakosok száma | 3237 | 3166 | 3055 |
|               | 2017 | 2018 | 2023 |